# 維護

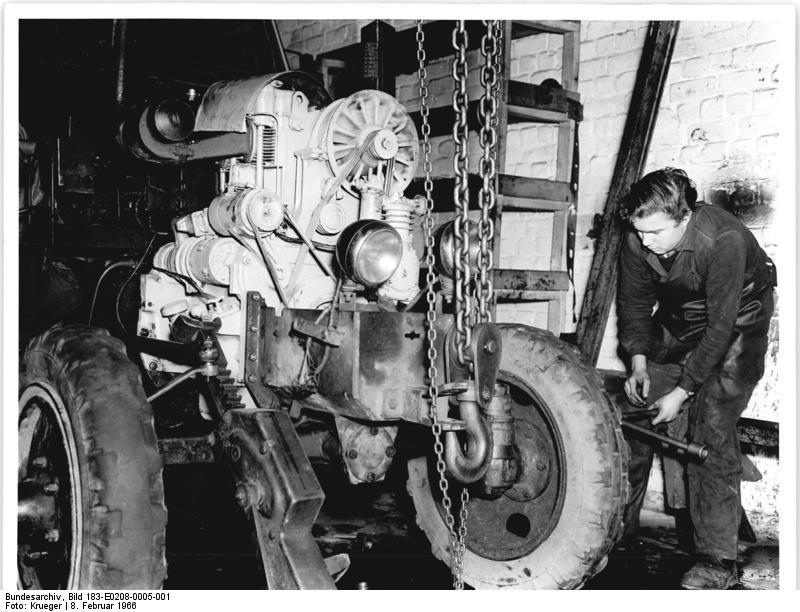
機械維護

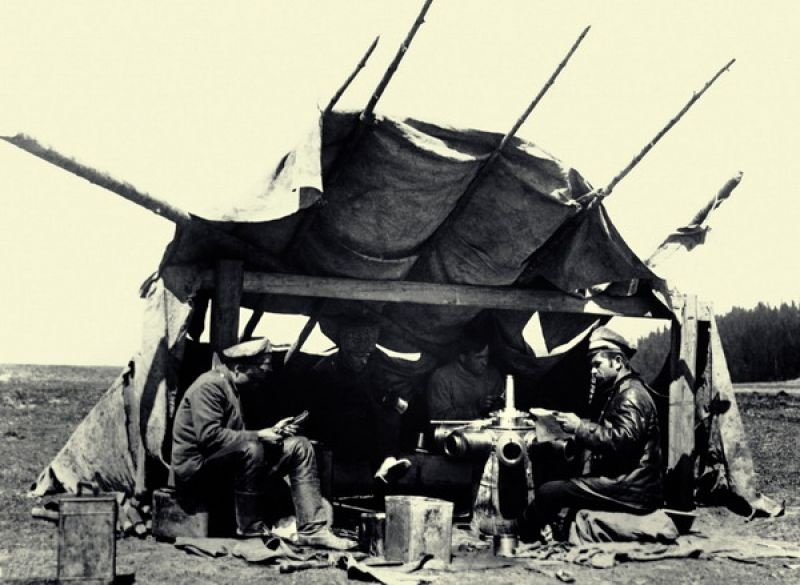
飛機引擎的維護(1915-1916)

維護或保養（maintenance）的技術意義包括機能確認、服務、修理或元件更換，可能針對設備、機械、建築物基礎設施，也可能是針對工業、商業、政府及住家的必要設備。現代的維護會包括計劃性維護及预防性维护，是系统发展生命周期中的使用階段中，為了維持設備可以使用，所進行具有成本效益做法。
像海上運輸、海上結構、工廠及设施管理產業都和設備管理與維護（maintenance, repair and overhaul，簡稱MRO）有關，其中包括定期或是預防性的涂料維護計畫，目的是要維持及恢復鋼結構上的鋅鍍膜，保護結構免受腐蝕、侵蝕及環境污染的破壞。

## 定義

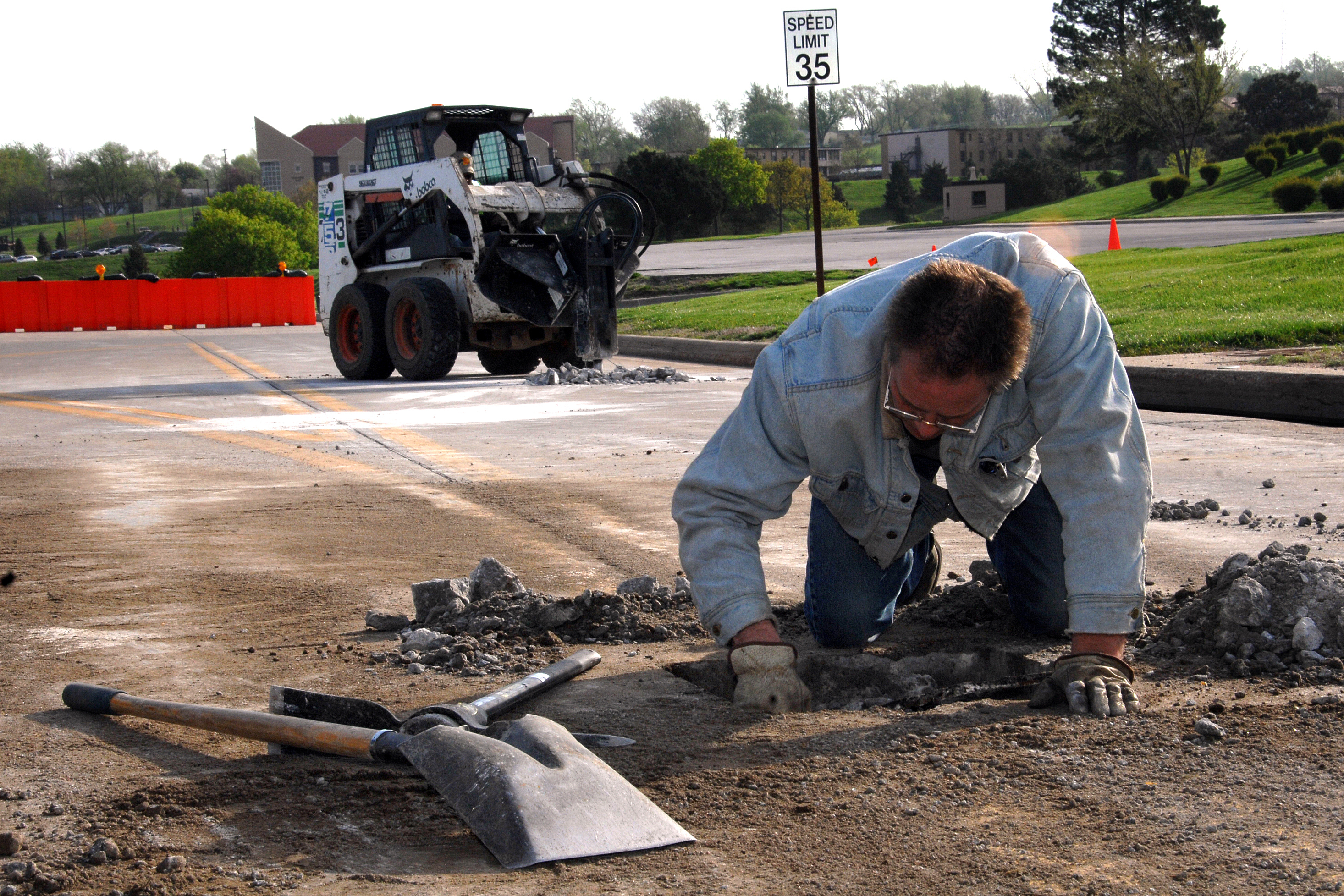
道路維護

隨著時代的進步，維護及設備管理與維護（MRO）的詞語也慢慢變成標準。美國國防部的定義如下：
- 為了維持或恢復機能單元（英语：functional unit）在特定狀態，使單元可以執行應有機能所進行的行動：例如測試、量測、更換、調整及修理等[5]。
- 為了維持零件在可以工作的條件，或是讓零件恢復其工作能力，所進行的所有行動。其中包括了檢視、測試、保養、工作情形分級、修理、再製及改造[5]。
- 讓設備維持在可運作條件的所有供應及修理[5]。
- 為了讓儀器設備（工廠、建築物、結構、接地設備、基礎系統或其他財產）維持在可以持續使用的條件，在其計劃用途上可達到原始（或設計）能力及效率，而進行的例行性工作[5]。

維護和產品或是技術系統的使用階段有密切關係，因此需導入可維護性的概念。此架構下，可維護性是指產品在I特定使用條件下，若使用所述的維護流程及資源，可以維持或恢復其應有機能的能力。
在像是飛機維護的領域中，飛機使用階段的MRO（maintenance, repair and overhaul）也包括檢查、重建、調整以及補充備品、配件、原材料、黏著劑、密封劑、塗料和耗材。國際民航機的維護是指：
- 為了確保飛機的持續適航性，需要進行的任務。包括大修、檢查、更換、缺陷修正、修改或修理，可能是其中一項或是幾項的組合[9]。

這個定義包括航空法規要求要在維護發布文件（maintenance release document，也稱為飛機返修證明，aircraft certificate of return to service，簡稱CRS）中說明的所有內容。

## 種類
設備管理與維護（MRO）領域中，基本的維護包括有：
- 预防性维护或計劃性維護（英语：planned maintenance），在儀器設備損壞或是有其他問題之前，進行檢測、維護及保養。
- 修正性維護，在儀器設備磨損、機能異常或是損壞時進行維修或是更換。
- 预测性维护，利用感測器來監視系統，並根據其歷史數據趨勢預測何時損壞，在損壞前提早維修或是更換[10]。

建築維護中的設備管理與維護（MRO）是指保護、恢復、修復或重建歷史建築，若有和原建物材料搭配的石頭、磚頭、玻璃、金屬或木頭，設法以這些材料重建，若是沒有的話，則用聚合物技术。

### 预防性

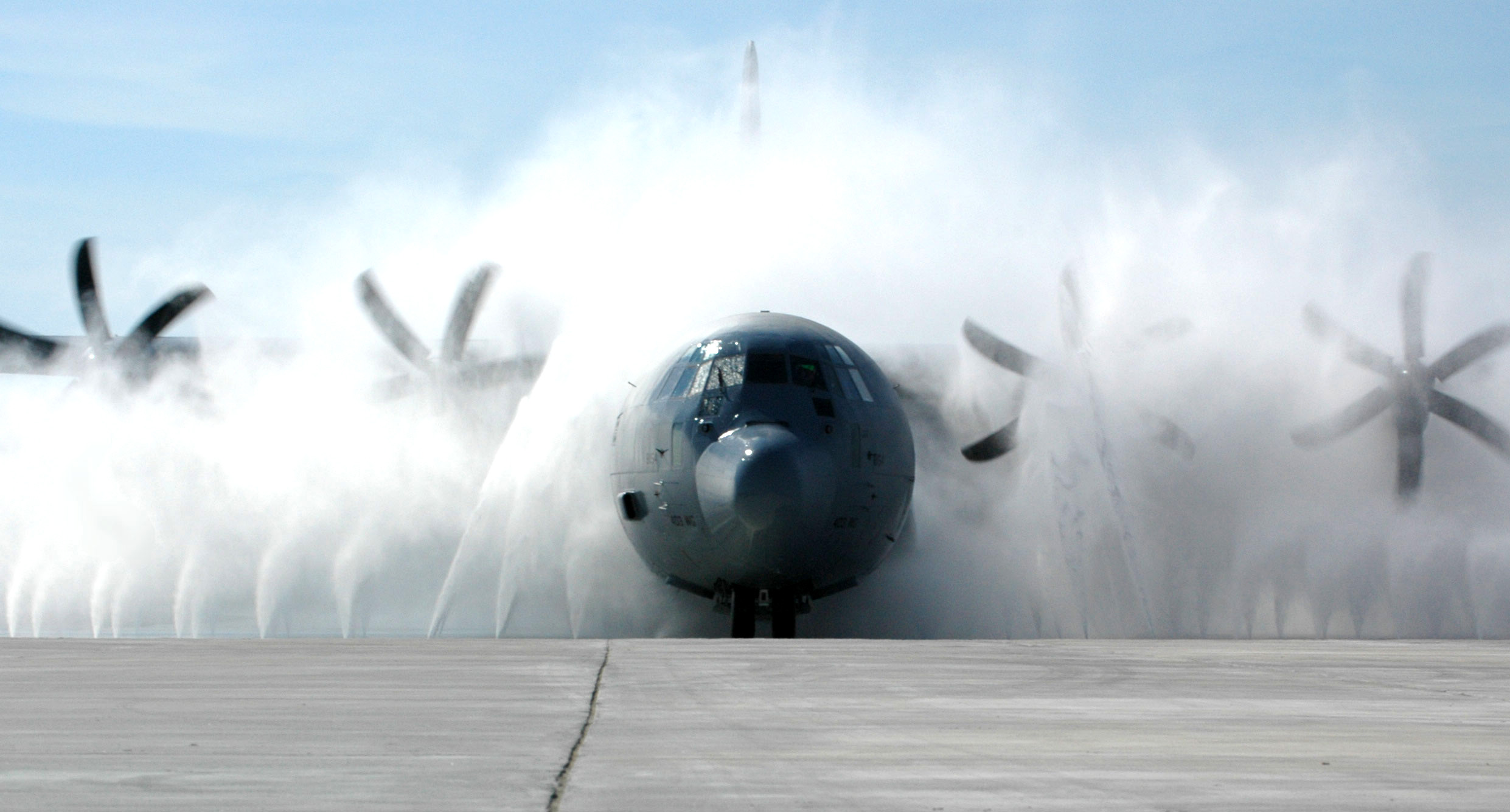
C-130J飛機在墨西哥湾任務後，在密西西比州凯斯勒空军基地的預防性清洗（鹽和濕氣會造成生锈，因此需要定期清洗）

预防性维护是為了避免失效、安全問題、不必要的製造成本及損失，以及節省原始製造材料所進行的维护。定期预防性维护的效果要看其參考的RCM分析，以及其考量費用效益的基本原則。

### 修正性
修正性維護是在儀器設備損壞或是誤動作時進行的維護，往往是費用最高的。費用包括設備造成其他設備的損壞或是該設備其他損壞，後續的維修、更換的費用，以及生產線停線造成的損失。在修正性維護或預防性維護計劃中會包括重建受侵蚀和腐蚀损坏的設備表面，或是表面處理，以傳統的作法會包括銲接及金属火焰喷涂，也有可能是用热固性聚合物的工程方式處理。

### 預測性
近來由於感測器以及自動化技術的進步，也開始有预测性维护的產生。此作法是用感測器監控機器或是系統的重要參數，再用這些資料配合歷史趨勢分析，持續性的評估系統情形，並且在系統損壞之前提早告知。预测性维护會持續性的評估系統是否有可能損壞，因此一般而言其维护也會比較有效率。